# 阮進 (明朝)
阮進（？—1651年），字大橫，福建人。明朝軍事人物。
早年是福建舵工，曾是海盗，熟諳水性。被張名振提拔為水营将。张国柱有弓箭手五百名攻舟山，阮进以四舟冲国柱，乘涛举炮，张国柱大败而去。永曆三年（顺治六年，1649年）九月，张名振等人拥朱以海监国至舟山，建鲁王行宫，阮進官太子少傅，官至蕩胡伯。永曆五年（順治八年，永歷五年），八月中旬，清軍浙閩總督陳錦、平南將軍固山額真金礪、固山額真劉之源、提督田雄、浙江巡撫蕭起元雲集定關，八月二十日清军第一次進攻舟山，阮進陣亡，其弟阮美投降。有子阮駿（英義伯）。